# Championnat d'Écosse de football de deuxième division 2019-2020
Navigation
Édition précédente Édition suivante
Le championnat d'Écosse de football de 2e division 2019-2020 (ou Scottish Championship), est la 114e édition du Championnat d'Écosse de football D2. Il s'agit de la 7e édition de ce championnat sous cette nouvelle formule depuis la réforme du football écossais de 2013.
Cette épreuve regroupe 10 équipes qui s'affrontent quatre fois chacune, soit un total de 36 journées. Le champion est directement promu en Scottish Premiership et les trois équipes classées de la 2e à la 4e place disputent les barrages de promotion/relégation avec le 11e de Premiership. À l'inverse, le dernier du classement est relégué en League One et l'avant-dernier dispute les barrages de promotion/relégation contre les équipes classées 2e, 3e et 4e de division inférieure.
Le 15 avril, la SFA annonce l'arrêt définitif de la compétition en raison de la pandémie de Covid-19.

## Clubs participants à l'édition 2019-2020
| \| Alloa Athletic Arbroath Ayr United Dundee Dundee United Dunfermline Athletic Falkirk Morton Inverness CT Partick Thistle Queen of the South \| Localisation des clubs engagés dans le championnat. |
| Alloa Athletic Arbroath Ayr United Dundee Dundee United Dunfermline Athletic Falkirk Morton Inverness CT Partick Thistle Queen of the South                                                           |

| Club                         | Classement 2018-2019          | Entraîneur      | Stade              | Capacité théorique | Ville       |
| ---------------------------- | ----------------------------- | --------------- | ------------------ | ------------------ | ----------- |
| Dundee FC                    | 12e Scottish Premiership (SP) | James McPake    | Dens Park          | 11 850             | Dundee      |
| Dundee United                | 2e                            | Robbie Neilson  | Tannadice Park     | 14 229             | Dundee      |
| Inverness Caledonian Thistle | 3e                            | John Robertson  | Caledonian Stadium | 7 750              | Inverness   |
| Ayr United                   | 4e                            | Ian McCall      | Somerset Park      | 10 185             | Ayr         |
| Greenock Morton              | 5e                            | David Hopkin    | Cappielow Park     | 11 589             | Greenock    |
| Partick Thistle              | 6e                            | Gary Caldwell   | Firhill Stadium    | 10 102             | Glasgow     |
| Dunfermline Athletic         | 7e                            | Stevie Crawford | East End Park      | 11 480             | Dunfermline |
| Alloa Athletic               | 8e                            |                 | Recreation Park    | 3 100              | Alloa       |
| Queen of the South           | 9e                            | Allan Johnston  | Palmerston Park    | 8 690              | Dumfries    |
| Arbroath FC                  | 1er League One (D3)           | Dick Campbell   | Gayfield Park      | 6 600              | Arbroath    |

## Compétition

### Règlement
Le classement est établi sur le barème de points classique (victoire à 3 points, match nul à 1, défaite à 0). Les clubs à égalité en nombre de points sont départagés en fonction des critères suivants :
1. Plus grande différence de buts générale
2. Plus grand nombre de buts marqués
3. Confrontations directes entre les équipes : 
  1. points terrain ;
  2. différence de buts particulière ;
  3. nombre de buts inscrits
4. Dans le cas où l'égalité persiste et où une place de promotion/relégation est en jeu, les équipes se départagent lors d'un match d'appui sur terrain neutre ; sinon (place ne présentant aucun enjeu), elles sont déclarées ex aequo.

### Classement général
| Rang | Équipe                       | Pts | J  | G  | N  | P  | Bp | Bc | Diff |
| ---- | ---------------------------- | --- | -- | -- | -- | -- | -- | -- | ---- |
| 1    | Dundee United                | 59  | 28 | 18 | 5  | 5  | 52 | 22 | +30  |
| 2    | Inverness Caledonian Thistle | 42  | 26 | 13 | 3  | 10 | 46 | 31 | +15  |
| 3    | Ayr United                   | 40  | 26 | 12 | 4  | 10 | 38 | 33 | +5   |
| 4    | Dundee FC R                  | 38  | 26 | 10 | 8  | 8  | 30 | 31 | -1   |
| 5    | Dunfermline Athletic         | 36  | 27 | 10 | 6  | 11 | 40 | 35 | +5   |
| 6    | Arbroath FC P                | 36  | 26 | 10 | 6  | 10 | 24 | 26 | -2   |
| 7    | Greenock Morton              | 36  | 28 | 10 | 6  | 12 | 45 | 52 | -7   |
| 8    | Alloa Athletic               | 31  | 28 | 7  | 10 | 11 | 33 | 43 | -10  |
| 9    | Queen of the South           | 28  | 27 | 7  | 7  | 13 | 27 | 37 | -10  |
| 10   | Partick Thistle              | 25  | 26 | 6  | 7  | 13 | 31 | 46 | -15  |

Promotions
- Promotion en Scottish Premiership
- Qualification pour les barrages de promotion

Relégations
- Relégation en Scottish League One
- Barrages de relégation

Abréviations
- P : Promus de Scottish League One 2018-2019
- R : Relégué de Scottish Premiership 2018-2019

### Résultats
| Résultats (▼dom., ►ext.)                                   | ALL | ARB | AYR | DND | DUN | DNF | INV | MOR | PAR | QUE |
| Alloa Athletic                                             |     | 0-1 | 1-4 | 0-3 | 2-0 | 2-1 | 0-2 | 0-2 | 1-1 | 2-2 |
| Arbroath                                                   | 2-1 |     | 0-3 | 1-1 | 0-1 | 1-0 | 3-0 | 1-0 | 1-1 | 0-0 |
| Ayr United                                                 | 2-1 | 1-1 |     | 1-2 | 2-0 | 0-1 | 0-2 | 4-2 | 4-1 | 1-0 |
| Dundee                                                     | 2-1 | 2-0 | 1-0 |     | 0-2 | 4-3 | 0-0 | 2-1 | 1-3 | 1-2 |
| Dundee United                                              | 2-1 | 2-1 | 4-0 | 6-2 |     | 2-0 | 4-1 | 6-0 | 1-0 | 3-0 |
| Dunfermline Athletic                                       | 1-1 | 2-0 | 3-2 | 2-2 | 0-2 |     | 0-1 | 3-1 | 5-1 | 2-0 |
| Inverness CT                                               | 2-2 | 2-1 | 2-0 | 1-0 | 0-3 | 2-0 |     | 5-0 | 1-3 | 2-1 |
| Greenock Morton                                            | 4-1 | 1-0 | 2-3 | 1-0 | 1-2 | 1-1 | 2-1 |     | 3-2 | J17 |
| Partick Thistle                                            | 1-1 | 1-3 | 2-3 | 0-1 | 1-2 | 0-3 | 3-1 | 2-1 |     | 0-1 |
| Queen of the South                                         | 0-1 | 2-0 | 3-1 | 1-1 | 4-0 | 1-1 | 0-2 | 1-0 | 1-2 |     |
| - Victoire à domicile - Match nul - Victoire à l'extérieur |     |     |     |     |     |     |     |     |     |     |

| Résultats (▼dom., ►ext.)                                   | ALL | ARB | AYR | DND | DUN | DNF | INV | MOR | PAR | QUE |
| Alloa Athletic                                             |     | J21 | J26 | J32 | J24 | J31 | J28 | J35 | 1-1 | J34 |
| Arbroath                                                   | J36 |     | J25 | J34 | J31 | J27 | J29 | 1-2 | J22 | J24 |
| Ayr United                                                 | J33 | J35 |     | J28 | J27 | J32 | J22 | J24 | J30 | 1-2 |
| Dundee                                                     | J27 | J26 | J21 |     | J35 | J29 | 0-2 | J33 | J24 | J31 |
| Dundee United                                              | J30 | J23 | J36 | 1-1 |     | J34 | J25 | J22 | J28 | J32 |
| Dunfermline Athletic                                       | 1-3 | J33 | 0-1 | J22 | J26 |     | J24 | J30 | J35 | J28 |
| Inverness CT                                               | J23 | 0-1 | J31 | J30 | J33 | J36 |     | J27 | J26 | J21 |
| Greenock Morton                                            | J25 | J28 | J34 | J23 | J29 | J21 | J32 |     | 1-2 | J36 |
| Partick Thistle                                            | J29 | J32 | J23 | J36 | J21 | J25 | J34 | J31 |     | J27 |
| Queen of the South                                         | J22 | J30 | J29 | J25 | 0-1 | J23 | J35 | J26 | J33 |     |
| - Victoire à domicile - Match nul - Victoire à l'extérieur |     |     |     |     |     |     |     |     |     |     |

### Barrages de promotion/relégation en D1/D2
Les équipes classées deuxième, troisième et quatrième participent aux barrages. Si une de ces équipes remporte cette compétition prenant la forme d'une coupe en matches aller-retour, elle accède à la division supérieure.
La quatrième équipe participante est l'équipe ayant terminé à l'avant-dernière place de la division supérieure. Si cette équipe remporte la compétition, elle se maintient dans sa division. Dans le cas contraire, elle est reléguée.
Les barrages sont annulés à cause de la pandémie de Covid-19.

### Récompenses individuelles
| Mois      | Entraîneur du mois | Entraîneur du mois | Joueur du mois     | Joueur du mois |
| Mois      | Entraîneur         | Club               | Joueur             | Club           |
| --------- | ------------------ | ------------------ | ------------------ | -------------- |
| Août      | Robbie Neilson     | Dundee United      | Lawrence Shankland | Dundee United  |
| Septembre |                    |                    |                    |                |
| Octobre   |                    |                    |                    |                |
| Novembre  |                    |                    |                    |                |
| Décembre  |                    |                    |                    |                |
| Janvier   |                    |                    |                    |                |
| Février   |                    |                    |                    |                |
| Mars      |                    |                    |                    |                |
| Avril     |                    |                    |                    |                |